# Municipis d'Islàndia

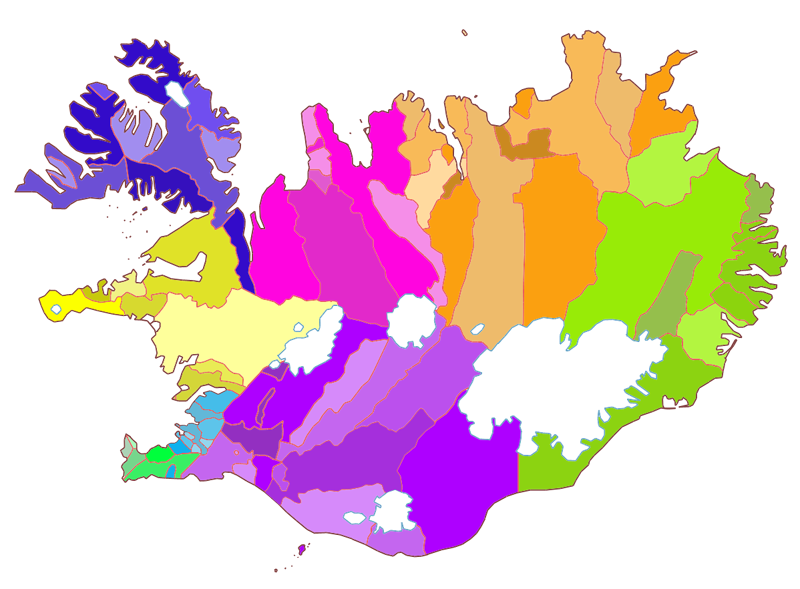
Mapa dels municipis islandesos.

Els municipis d'Islàndia (islandès: landsvæði) són àrees administratives locals que proporcionen una seguit de serveis als seus habitants, com ara els jardins d'infants, les escoles primàries, la gestió de residus, els serveis socials, l'habitatge públic, el transport públic, el serveis a persones grans i persones amb discapacitat. També regulen la zonificació i poden assumir voluntàriament funcions addicionals si tenen el pressupost per a portar-les a terme. L'autonomia dels municipis sobre els seus propis assumptes està garantida per la constitució islandesa en el seu article 78.

## Història
L'origen dels municipis es remunta al segle X quan les comunitats rurals estaven organitzades en comunes (hreppar) amb l'objectiu principal d'ajudar els individus més pobres de la societat. Quan es va iniciar la urbanització al país durant els segles xviii i xix, es van crear diversos municipis independents (kaupstaðir). El paper dels municipis es va formalitzar durant el segle XX i, a finals de segle, ja no es va fer cap distinció entre els municipis urbans i els rurals.
La tendència dels últims anys ha estat transferir més atribucions des de l'estat cap els municipis. Això ha exigit municipis més grans. El govern anima els municipis a fusionar-se, però ha adoptat un enfocament diferent del que fan els governs d'altres països nòrdics on es realitza regularment una fusió forçosa (com la reforma municipal a Dinamarca que va entrar en vigor el 2007). En canvi, el procés a Islàndia és voluntari. Els municipis negocien possibles fusions entre ells i aquesta ha de ser validada pels habitants de cada municipi a través d'un referèndum. El govern de les feroès utilitza un mètode similar.
El nombre de municipis va arribar al seu punt màxim a la meitat del segle XX amb 229 el 1950. A partir d'aquí la xifra es va anar reduint fins als 170 el 1994. L'any 2002, el nombre ja era de 124 i des del 2014 en són només 76.

## Govern
Els municipis es regeixen per l'ajuntament, el qual és elegit directament cada quatre anys. La majoria dels governs locals tenen entre 5 i 11 membres, excepte el de la ciutat de Reykjavik, amb 15, sent el que en té més. La majoria dels municipis, excepte els més petits, contracten un gestor que pot ser o no membre del consell municipal. Aquests gestors se solen anomenar alcaldes (bæjarstjóri / borgarstjóri) als municipis majoritàriament urbans, però "administrador municipal" (sveitarstjóri) als municipis rurals o mixtos. És habitual que aquests administradors siguin professionalment i políticament independents.

## Municipis actuals
| Nombre | Nom                           | Regió             | Població (gener 2025) | Superfície (km²) | Batlle/Gestor                  | Partit polític             |
| ------ | ----------------------------- | ----------------- | --------------------- | ---------------- | ------------------------------ | -------------------------- |
| 0000   | Reykjavíkurborg               | Gran Reykjavík    | 138.772               | 273              | Dagur Bergþóruson Eggertsson   | Aliança Socialdemòcrata    |
| 1000   | Kópavogsbær                   | Gran Reykjavík    | 40.040                | 80               | Ármann Kristinn Ólafsson       | Partit de la Independència |
| 1100   | Seltjarnarneskaupstaður       | Gran Reykjavík    | 4.585                 | 2                | Ásgerður Halldórsdóttir        | Partit de la Independència |
| 1300   | Garðabær                      | Gran Reykjavík    | 20.116                | 76               | Gunnar Einarsson               | Partit de la Independència |
| 1400   | Hafnarfjarðarkaupstaður       | Gran Reykjavík    | 31.525                | 143              | Haraldur L. Haraldsson         | Independent                |
| 1604   | Mosfellsbær                   | Gran Reykjavík    | 13.715                | 185              | Haraldur Sverrisson            | Partit de la Independència |
| 1606   | Kjósarhreppur                 | Gran Reykjavík    | 301                   | 284              | Guðný Guðrún Ívarsdóttir       | Independent                |
| 2000   | Reykjanesbær                  | Suðurnes          | 22.499                | 145              | Kjartan Már Kjartansson        | Independent                |
| 2300   | Grindavíkurbær                | Suðurnes          | 1.246                 | 425              | Róbert Ragnarsson              | Independent                |
| 2506   | Sveitarfélagið Vogar          | Suðurnes          | 1.741                 | 165              | Ásgeir Eiríksson               | Independent                |
| 2510   | Suðurnesjabær                 | Suðurnes          | 4.091                 | 83               | Magnús Stefánsson              | Independent                |
| 3000   | Akraneskaupstaður             | Vesturland        | 8.285                 | 8,57             | Regína Ásvaldsdóttir           | Independent                |
| 3506   | Skorradalshreppur             | Vesturland        | 65                    | 216              | Árni Hjörleifsson              | Independent                |
| 3511   | Hvalfjarðarsveit              | Vesturland        | 760                   | 482              | Björgvin Helgason              | Independent                |
| 3609   | Borgarbyggð                   | Vesturland        | 4.102                 | 4.926            | Björn Bjarki Þorsteinsson      | Independence Party         |
| 3709   | Grundarfjarðarbær             | Vesturland        | 826                   | 148              | Eyþór Garðarsson               |                            |
| 3711   | Sveitarfélagið Stykkishólmur  | Vesturland        | 1.285                 | 10               | Sturla Böðvarsson              | Partit de la Independència |
| 3713   | Eyja- og Miklaholtshreppur    | Vesturland        | 124                   | 383              | Eggert Kjartansson             | Independent                |
| 3714   | Snæfellsbær                   | Vesturland        | 1.669                 | 684              | Kristinn Jónasson              | Independent                |
| 3811   | Dalabyggð                     | Vesturland        | 645                   | 2.421            | Jóhannes Haukur Hauksson       | Independent                |
| 4100   | Bolungarvíkurkaupstaður       | Vestfirðir        | 995                   | 109              | Elías Jónatansson              | Independent                |
| 4200   | Ísafjarðarbær                 | Vestfirðir        | 3.832                 | 2.379            | Gísli Halldór Halldórsson      | Independent                |
| 4502   | Reykhólahreppur               | Vestfirðir        | 246                   | 1,090            | Karl Kristjánsson              | Independent                |
| 4607   | Vesturbyggð                   | Vestfirðir        | 1.314                 | 1.339            | Ásthildur Sturludóttir         | Partit de la Independència |
| 4803   | Súðavíkurhreppur              | Vestfirðir        | 209                   | 749              | Pétur G. Markan                | Independent                |
| 4901   | Árneshreppur                  | Vestfirðir        | 60                    | 707              | Eva Sigurbjörnsdóttir          | Independent                |
| 4902   | Kaldrananeshreppur            | Vestfirðir        | 115                   | 387              | Finnur Ólafsson                | Independent                |
| 4911   | Strandabyggð                  | Vestfirðir        | 405                   | 1.906            | Jón Gísli Jónsson              |                            |
| 5200   | Skagafjörður                  | Norðurland vestra | 4.316                 | 4.180            | Ásta Björg Pálmadóttir         | Independent                |
| 5508   | Húnaþing vestra               | Norðurland vestra | 1.203                 | 3.019            | Guðný Hrund Karlsdóttir        | Independent                |
| 5609   | Sveitarfélagið Skagaströnd    | Norðurland vestra | 462                   | 53               | Magnús B. Jónsson              | Independent                |
| 5613   | Húnabyggð                     | Norðurland vestra | 1.374                 | 183              | Arnar Þór Sævarsson            | Independent                |
| 6000   | Akureyrarkaupstaður           | Norðurland eystra | 19.642                | 138              | Eiríkur Björn Björgvinsson     | Independent                |
| 6100   | Norðurþing                    | Norðurland eystra | 3.041                 | 3.729            | Kristján Þór Magnússon         | Independent                |
| 6250   | Fjallabyggð                   | Norðurland eystra | 1.966                 | 364              | Gunnar Ingi Birgisson          | Independent                |
| 6400   | Dalvíkurbyggð                 | Norðurland eystra | 1.906                 | 598              | Bjarni Th. Bjarnason           | Partit Progressista        |
| 6513   | Eyjafjarðarsveit              | Norðurland eystra | 1.184                 | 1.775            | Karl Frímannsson               | Independent                |
| 6515   | Hörgársveit                   | Norðurland eystra | 847                   | 893              | Snorri Finnlaugsson            | Independent                |
| 6601   | Svalbarðsstrandarhreppur      | Norðurland eystra | 504                   | 55               | Eiríkur H. Hauksson            | Independent                |
| 6602   | Grýtubakkahreppur             | Norðurland eystra | 369                   | 432              | Þröstur Friðfinnsson           | Independent                |
| 6611   | Tjörneshreppur                | Norðurland eystra | 53                    | 199              | Steinþór Heiðarsson            | Independent                |
| 6612   | Þingeyjarsveit                | Norðurland eystra | 1.453                 | 12.024           | Dagbjört Jónsdóttir            | Independent                |
| 6709   | Langanesbyggð                 | Norðurland eystra | 560                   | 1.332            | Elías Pétursson                | Independent                |
| 7300   | Fjarðabyggð                   | Austurland        | 5.247                 | 1.164            | Páll Björgvin Guðmundsson      | Independent                |
| 7400   | Múlaþing                      | Austurland        | 5.232                 | 10.671           | Björn Ingimarsson              | Independent                |
| 7502   | Vopnafjarðarhreppur           | Austurland        | 648                   | 1.903            | Ólafur Áki Ragnarsson          | Independent                |
| 7505   | Fljótsdalshreppur             | Austurland        | 90                    | 1.516            | Gunnþórunn Ingólfsdóttir       | Independent                |
| 8000   | Vestmannaeyjabær              | Suðurland         | 4.470                 | 17               | Elliði Vignisson               | Partit de la Independència |
| 8200   | Sveitarfélagið Árborg         | Suðurland         | 10.834                | 158              | Fjóla Steindóra Kristinsdóttir |                            |
| 8401   | Sveitarfélagið Hornafjörður   | Austurland        | 2.589                 | 6.280            | Sigurjón Andrésson             | Independent                |
| 8508   | Mýrdalshreppur                | Suðurland         | 965                   | 755              | Ásgeir Magnússon               | Independent                |
| 8509   | Skaftárhreppur                | Suðurland         | 627                   | 6.946            | Eygló Kristjánsdóttir          | Independent                |
| 8610   | Ásahreppur                    | Suðurland         | 299                   | 2.942            | Egill Sigurðsson               | Independent                |
| 8613   | Rangárþing eystra             | Suðurland         | 2.073                 | 1.841            | Ísólfur Gylfi Pálmason         | Partit Progressista        |
| 8614   | Rangárþing ytra               | Suðurland         | 1.940                 | 3.188            | Ágúst Sigurðsson               | Partit de la Independència |
| 8710   | Hrunamannahreppur             | Suðurland         | 914                   | 1.375            | Jón G. Valgeirsson             | Independent                |
| 8716   | Hveragerðisbær                | Suðurland         | 3.300                 | 9                | Aldís Hafsteinsdóttir          | Partit de la Independència |
| 8717   | Sveitarfélagið Ölfus          | Suðurland         | 2.481                 | 737              | Gunnsteinn R. Ómarsson         | Independent                |
| 8719   | Grímsnes- og Grafningshreppur | Suðurland         | 575                   | 900              | Ingibjörg Harðardóttir         | Independent                |
| 8720   | Skeiða- og Gnúpverjahreppur   | Suðurland         | 617                   | 2.231            | Kristófer Tómasson             | Independent                |
| 8721   | Bláskógabyggð                 | Suðurland         | 1.362                 | 3.300            | Valtýr Valtýsson               | Independent                |
| 8722   | Flóahreppur                   | Suðurland         | 726                   | 289              | Eydís Þ. Indriðadóttir         | Independent                |
| —      | —                             | —                 | 387.641               | 102.698          | —                              | —                          |